# Убице мог оца
Убице мог оца  српска je криминалистичка телевизијска серија. Почела је са емитовањем 23. октобра 2016. године на каналу РТС 1, од друге до четврте сезоне се емитовала на каналу Топ/Нова С, а од пете сезоне се емитује на Суперстару.
Добила је Златну антену за најбољу серију, најбољу режију и најбољег главног глумца 2016. године. И наредне године награђена је за најбољи сценарио и најбољу мушку улогу.
У главним улогама су Вук Костић, Тихомир Станић и Марко Јанкетић.

## Радња
Радња серије приказује рад инспектора Александра Јаковљевића и његове покушаје да реши убиство свог оца Милета док ради на свакодневним случајевима крвних деликата. Са Александром на истрагама раде и инспектори Мирко Павловић и Зоран Јанкетић, а њихов рад надзире начелник Предраг Марјановић. Александру, Мирку и Зорану у истрагама помажу форензичари Сава и Јелена, а судски епилог случајевима доноси тужитељка Марија Раденковић. Једна од битних особа у Александровом животу је и његова мајка Оља.

## Главне улоге
- Вук Костић као Александар Јаковљевић, инспектор из Одељења за крвне деликте
- Тихомир Станић као Предраг Марјановић, начелник полиције, касније директор полиције (главни: сезоне 1−6; епизодни: сезона 7)
- Марко Јанкетић као Мирко Павловић, инспектор из Одељења за крвне деликте и Александров партнер и најбољи пријатељ
- Катарина Радивојевић као Марија Раденковић, јавна тужитељка и Александрова бивша девојка (сезоне 1−2)
- Нина Јанковић Дичић као Јелена, форензичарка и Александрова девојка
- Елизабета Ђоревска као Оља Јаковљевић, Александрова мајка (главни: сезоне 1−3; епизодни: сезона 4)
- Славко Штимац као Сава, шеф форензичке лабораторије
- Миодраг Радоњић као Зоран Јанкетић, инспектор из Одељења за крвне деликте (главни: сезоне 2− ; епизодни: сезона 1)
- Славиша Чуровић као Мишко, јавни тужилац (главни: сезоне 3− ; епизодни: сезоне 1−2)
- Марко Васиљевић као Горан Драгојевић, инспектор из Одељења за крвне деликте (главни: сезоне 4− ; епизодни: сезона 3)
- Радивоје Буквић као Звездан, директор полиције (сезона 7)

## Епизоде
| Сезона | Сезона | Епизоде | Епизоде | Оригинално емитовање | Оригинално емитовање | Оригинално емитовање |
| Сезона | Сезона | Епизоде | Епизоде | Премијера            | Финале               | Мрежа                |
| ------ | ------ | ------- | ------- | -------------------- | -------------------- | -------------------- |
|        | 1.     | 10      | 10      | 23. октобар 2016.    | 1. јануар 2017.      | РТС 1                |
|        | 2.     | 12      | 12      | 18. децембар 2017.   | 5. март 2018.        | Топ                  |
|        | 3.     | 11      | 11      | 12. новембар 2018.   | 21. јануар 2019.     | Топ                  |
|        | 4.     | 10      | 10      | 2. март 2020.        | 4. мај 2020.         | Нова С               |
|        | 5.     | 12      | 12      | 8. јануар 2022       | 13. фебруар 2022     | Суперстар            |
|        | 6.     | 12      | 12      | 18. фебруар 2023     | 26. март 2023        | Суперстар            |
|        | 7.     | 14      | 14      | 5. април 2025        | 18. мај 2025         | Суперстар            |

## Огранак
На Суперстар ТВ је 24. марта 2019. године почело емитовање серије Државни службеник. Та серија представља огранак серије Убице мог оца, а у њој један од главних ликова лик Пере лопова из серије Убице мог оца. У серији Државни службеник епизодно се појављују ликови Мирка Павловића, Предрага Марјановића, Веселина Бајовића, шефа форензичке лабораторије Саве, Весиног уредника, новинарке Данице, портпаролке полиције Саре, новинарке Дафине и Тијане Поповић које и тамо тумаче изворни глумци.